# Кодкин, Мейер-Мирон
Мейер-Мирон Кодкин (Meyer Miron Kodkine; 1887, Вильно — 10 июня 1940, Шамаранд, Франция) — французский художник.

## Биография

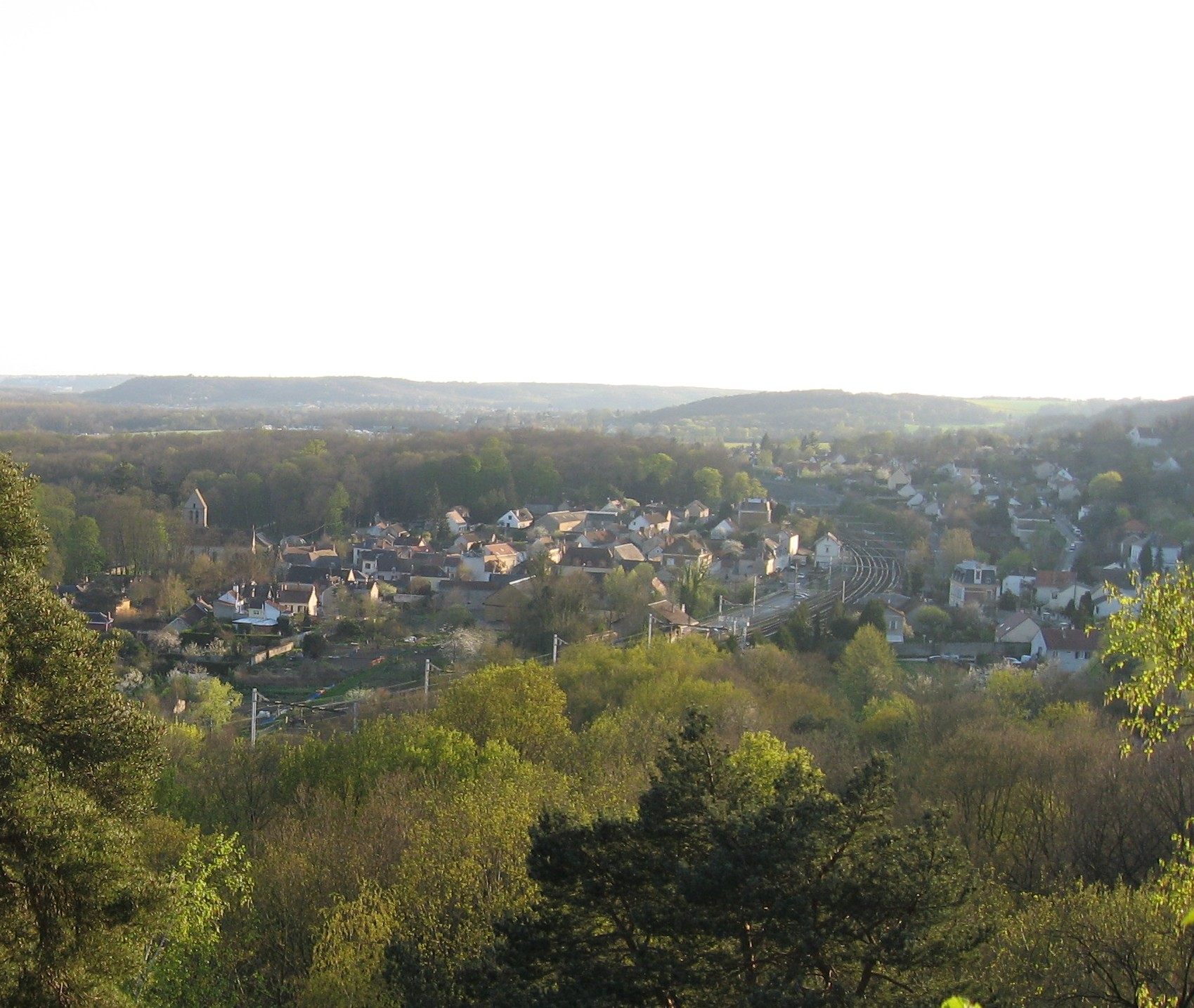
Шамаранд

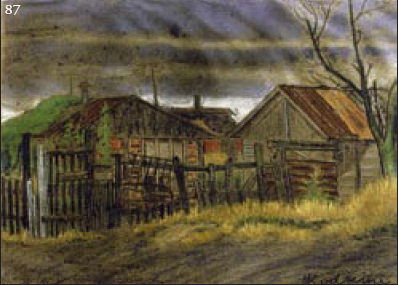
«В деревне». Ок. 1920, акварель, карандаш

Родился в Вильно в ортодоксальной еврейской семье. Учился в Вильно и Москве, где начал выставлять свои работы. С 1924 года жил в Париже. Участвовал в коллективных выставках и салонах, делал также персональные выставки. Некоторое время жил в коммуне художников La Ruche («Улей»).
По совету друзей Кодкин покинул Париж перед немецко-фашистским вторжением и погиб 10 июня 1940 года при обстреле самолётом колонны беженцев к югу от Парижа. Похоронен в Шамаранде.